# Брајан де Палма
Брајан де Палма (енгл. Brian De Palma; Њуарк, 11. септембар 1940), пуно име Брајан Расел Депалма (енгл. Brian Russell DePalma), је амерички редитељ, сценариста и монтажер. Његова каријера траје више од 50 година, а најпознатији је по трилерима и хорорима, у које спадају „Кери“, „Обучена да убије“, „Лице са ожиљком“, „Карлитов пут“, „Несаломиви“ и „Немогућа мисија“.
Де Палма се често наводи као водећи члан нове холивудске генерације филмских редитеља. Његов режисерски стил често користи цитате из других филмова или филмских стилова, и носи утицај на филмских стваралаца као што су Алфред Хичкок и Жан-Лик Годар. Његови филмови су често били контроверзни због њиховог насиља и сексуалног садржаја, али су их исто тако подржавали истакнути критичари као што су Роџер Иберт и Полин Кејл.

## Биографија
Брајан Расел Де Палма рођен је 11. септембра 1940, у Њуарку, Њу Џерзију, а детињство је провео у Филаделфији, где се породица преселила кад му је било пет година. Мајка Вивиене Мути и отац Антони Федерико Де Палма, били су деца италијанских емиграната. Мушки чланови породице Де Палма били су истакнути стручњаци у различитим областима, отац је био успешан ортопедски хирург, старији Брајанов брат Брус познати физичар, а млађи Барт је сликар и фотограф. И мајка Вивиен, љубитељ лирског певања, није ничим заостајала за мушким члановима, али је запоставила љубав према музици и уметничке амбиције, како би се посветила породици. Брајан у раној младости није био заинтересован за филм, занимала га је наука, посебно физика. За рад под називом Примена кибернетике у решавању диференцијалних једначина је 1957. освојио другу награду на такмичењу средњих школа. Професори су га се из тог времена сећали као природно талентованог за електронику, а школске колеге као неког ко је толико био фасциниран функционисањем најразличитијих апарата да је сате проводио растављајући их и покушавајући схватити како раде.